# Pueyrredón (subte de Buenos Aires)
La estación Pueyrredón será una futura red de subterráneos de la Ciudad de Buenos Aires. La estación se encontrará entre las estaciones Santa Fe y Sánchez de Bustamante sobre la línea F de subterráneos. Estará ubicada sobre una de las principales avenidas de la ciudad, la Avenida Pueyrredón, en la intersección con la Avenida Las Heras, en el barrio porteño de Recoleta.